# MPC2
MPC2 (англ. Mitochondrial pyruvate carrier 2) – білок, який кодується однойменним геном, розташованим у людей на короткому плечі 1-ї хромосоми.  Довжина поліпептидного ланцюга білка становить 127 амінокислот, а молекулярна маса — 14 279.
| 10         |  | 20         |  | 30         |  | 40         |  | 50         |
| ---------- |  | ---------- |  | ---------- |  | ---------- |  | ---------- |
| MSAAGARGLR |  | ATYHRLLDKV |  | ELMLPEKLRP |  | LYNHPAGPRT |  | VFFWAPIMKW |
| GLVCAGLADM |  | ARPAEKLSTA |  | QSAVLMATGF |  | IWSRYSLVII |  | PKNWSLFAVN |
| FFVGAAGASQ |  | LFRIWRYNQE |  | LKAKAHK    |  |            |  |            |

A: Аланін

C: Цистеїн

D: Аспарагінова кислота

E: Глутамінова кислота

F: Фенілаланін

G: Гліцин

H: Гістидин

I: Ізолейцин

K: Лізин

L: Лейцин

M: Метіонін

N: Аспарагін

P: Пролін

Q: Глутамін

R: Аргінін

S: Серин

T: Треонін

V: Валін

W: Триптофан

Задіяний у такому біологічному процесі як транспорт. 
Локалізований у мембрані, мітохондрії, внутрішній мембрані мітохондрії.